# Historisches Lexikon der Schweiz
Historisches Lexikon der Schweiz (italiensk: Dizionario storico della Svizzera, fransk: Dictionnaire historique de la Suisse, rætoromansk: Lexicon istoric retic) er et historisk opslagsværk i 13 bind over Schweiz' historie udarbejdet i encyklopædisk form.
Det store historiske værk blev indledt med udgivelse af første bind i 2002, hvorefter det sidste bind udkom i 2014. 
Værket er udgivet i sin fulde 13-binds version på Schweiz' tre hovedsprog - tysk, italiensk og fransk, mens det er udkommet i en forkortet 2-binds version på det mindre udbredte fjerde nationalsprog, rætoromansk. 
Bag udgivelsen står en stiftelse bestående af Schweizerische Akademie der Geistes- und Sozialwissenschaften og Schweizerischen Gesellschaft für Geschichte. 